# Axel Hervelle
Axel Marie Gustave Hervelle (* 12. Mai 1983 in Lüttich) ist ein ehemaliger belgischer Basketballspieler. Seine Position war die des Power Forwards. Er verbrachte den Großteil seiner Zeit als berufsmäßiger Basketballspieler in der spanischen Liga ACB.

## Karriere
Axel Hervelle begann seine Laufbahn in der Jugend des Royal Basket Club aus Pepinster, bei dem er schließlich 2000 ins Aufgebot der Herrenmannschaft übernommen wurde. In der Saison 2003/04 war der Belgier mit nur 20 Jahren bereits Kapitän seiner Mannschaft und brachte es auf 11,4 Punkte und 10,6 Rebounds pro Spiel. Im Sommer 2004 verpflichtete ihn Real Madrid und bereits in seiner ersten Saison gewann er mit den Spaniern die Meisterschaft. 2005 wurde Hervelle als erster Belgier überhaupt beim NBA-Draftverfahren ausgewählt, als ihn an 52. Stelle die Denver Nuggets aufriefen lassen. Er spielte im Sommer 2005 bei Denver vor, in die NBA ging er aber nicht. 2007 errang er mit Real den Sieg im europäischen Vereinswettbewerb ULEB-Cup (im Endspiel erzielte der Belgier zehn Punkte) und wurde mit der Mannschaft im selben Jahr wieder spanischer Meister. In Bezug auf wichtige statistische Werte in der spanischen Liga ACB war die Saison 2006/07 Hervelles beste bei Real Madrid (9,5 Punkte, 6 Rebounds/Spiel). Im Spieljahr 2009/10 wurde Hervelle kaum eingesetzt, Reals Trainer Ettore Messina baut nicht auf ihn.
Im Januar 2010 wechselte Hervelle zu Bilbao Basket. Dort blieb Hervelle acht Jahre. An seine Bestwerte aus der Saison 2006/07 kam er in Bilbao nicht mehr heran, den besten Punkteschnitt bei der baskischen Mannschaft erreichte der Belgier in der Liga ACB 2012/13 mit 7,9 je Begegnung. Mit Bilbao wurde er 2011 spanischer Vizemeister und erreichte mit der Mannschaft 2013 das Endspiel im Eurocup, welches aber verloren wurde. In der Saison 2017/18 stieg er mit Bilbao aus der Liga ACB ab.
Im Sommer 2018 nahm Hervelle ein Angebot aus seinem Heimatland an und verstärkte ab dann Spirou Charleroi.
Hervelle bestritt 134 Länderspiele für Belgien. Er nahm an den Europameisterschaften 2011, 2013, 2015 und 2017 teil. Ende November 2020 gab er seinen Rücktritt vom Leistungssport bekannt.

## Erfolge
- 2 Spanische Meisterschaften 2004/05 und 2006/07 mit Real Madrid
- 1 ULEB Cup 2007 mit Real Madrid